# Сестри Солей
«Сестри Солей» («Les Sœurs Soleil») — французька кінокомедія 1997 року, знята режисером Жанно Шварцем.

## Сюжет
Сім'я Д'Ашикур живе нудним, розміреним життям. Глава сім'ї Бріс — президент компанії з виробництва туалетного паперу. Його дружина Бенедикт — композиторка-аматорка, яка пише оперу для місцевої церкви. Усі пригоди починаються після того, як їхня донька виграє конкурс на радіо й отримує можливість зніматися у відеокліпі своєї улюбленої рок-діви Глорії Солей — нахабної, колись популярної співачки, яка намагається повернути собі колишню славу. Участь жіночої половини подружжя Д'Ашикур у зйомках перевертає все з ніг на голову і розбиває на друзки сімейне життя, в яке тепер вдерлися секс, наркотики і рок-н-рол.

## У ролях
- Марі-Анн Шазель — Бенедикт д'Ашикур
- Клементин Селарі — Глорія Солей / Франсуаза Тріко
- Тьєррі Лермітт — Бріс д'Ашикур
- Леонор Конфіно — Клеманс д'Ашикур
- Дідьє Бенбюро — Абат Жерве
- Бернар Фарсі — Норбер Рубіно
- Ізабель Карре — Мюріель Мюсар
- Патрік Мазе — Максо
- Метью Марсден — Лоуренс
- Деніел О'Ґрейді — Арчі
- Джордж Мак — Берп
- Ерік Демарест — Жиль Жютар
- Аріель Семенофф — Оділь Жютар
- Ален Дутей — М. Дюваль Ратьє
- Бруно Соло — Руд
- Луба Герчикофф — Танте Лінетт
- Адріан Лестер — Ісаак Нельсон
- Елен Дюк — жінка у ветеринара
- Філіп Бегліа — Рафіо
- Анні Грегоріо — Джекі
- Ерік Прат — Гробісс
- Естер Добонна — Глорія Солей (вокал)
- Крістіан Клав'є — глядач
- Жан Рено — глядач
- Патріс Меленнек — епізод
- П'єр-Олів'є Скотто — епізод

## Знімальна група
- Режисер — Жанно Шварц
- Сценарій — Марі-Анн Шазель, Майкл Дельгадо
- Продюсер — Ален Терзіан
- Оператор — Фабіо Конверсі
- Композитор — Ерік Леві
- Монтаж — Катрін Кельбер